# سمفونی شماره ۹ (مالر)
برونو والتر، ارکستر فیلارمونیک وین، ۱۹۳۸
}}
سمفونی شماره ۹ مالر(آلمانی: Mahler-Sinfonie Nr. 9) آخرین سمفونی کامل شده گوستاو مالر، آهنگساز اتریشی است که در فاصلهٔ سالهای ۱۹۰۸ و ۱۹۰۹ خلق شد. از آنجا که وی به چرخه‌آواز سمفونیک خود، آواز زمین، شمارهٔ ترتیبی نداده بود، سمفونی نهم مالر در حقیقت دهمین اثر سمفونیک اوست. یک اجرای معمولی از آن حدود ۷۵ تا ۹۰ دقیقه به طول می‌انجامد. در یک نظرسنجی از رهبران ارکستر که توسط مجله موسیقی بی‌بی‌سی در سال ۲۰۱۶ صورت گرفت، سمفونی نهم به عنوان چهارمین سمفونی برتر تاریخ برگزیده شد.
سمفونی نهم نخستین بار در ۲۶ ژوئن ۱۹۱۲ با ارکستر فیلارمونیک وین به رهبری برونو والتر اجرا شد و در همان سال به وسیلهٔ انتشارات یونیورسال ادیشن منتشر شد.
این اثر دست‌کم به وسیلهٔ پنجاه ارکستر طراز اول دنیا ضبط و منتشر شده‌است. مجلهٔ گرامافون، به بهانهٔ یکصدسالگی اثر، فهرستِ یازده اجرا از اجراهای برترِ آن را منتشر کرد که چهار اجرای آن‌ها مربوط به ارکستر فیلارمونیک برلین با رهبران گوناگون است.سمفونی شماره ۹ مالر جزو آثاری است که در «فهرست ملی ضبط اصوات آمریکا» ثبت شده‌است.
اگرچه مایه این اثر اغلب رِ ماژور توصیف می‌شود، اما تونالیته کلی سمفونی به صورت پیشرونده است. در حالی که موومان نخست در مایه در رِ ماژور است، مایه موومان آخر رِ بمل ماژور است.

## سازبندی
سمفونی برای یک ارکستر بزرگ سازبندی شده که شامل موارد زیر است:
| بادی چوبی‌ها فلوت پیکولو ۴ فلوت ۴ ابوا (نفر چهارم دوبل کر آنگله) کلارینت می بمل ۳ کلارینت سی بمل و ۱ کلارینت لا کلارینت باس ۴ فاگوت (نفر چهارم دوبل کنترفاگوت) بادی برنجی‌ها ۴ فرنچ هورن ۳ ترومپت ۳ ترومبون توبا | کوبه‌ای‌ها ۴ تیمپانی طبل بزرگ طبل کوچک سنج مثلث گونگ ۳ناقوس لوله‌ای در فا دیز، لا و سی گلوکن‌اشپیل | زهی‌ها ۲ هارپ ویولن یک ویولن دو ویولا ویولنسل کنترباس |